# No Promises...No Debts
No Promises...No Debts è un album in studio del gruppo musicale olandese Golden Earring, pubblicato nel 1979 dalla Polydor.

## Tracce
1. "Heartbeat" - 3:00
2. "Need Her" - 5:01
3. "Sellin' Out" - 3:46
4. "Snot Love in Spain" - 3:50
5. "Save Your Skin" - 6:42
6. "D Light" - 3:34
7. "Tiger Bay" - 3:12
8. "Weekend Love" – 4:14
9. "Don't Close the Door" - 3:29
10. "Don't Stop the Shaw" - 2:41
11. "By Routes" – 2:53

## Formazione

### Gruppo
- Barry Hay - voce
- George Kooymans -   chitarra
- Eelco Gelling - chitarra
- Rinus Gerritsen -  basso
- Cesar Zuiderwijk –-batteria